# Groene tarweveld met cipres
Groene tarweveld met cipres is een schilderij van Vincent van Gogh. Er bestaan drie versies van het schilderij, alle drie geschilderd in Saint-Rémy-de-Provence in 1889, tijdens de periode dat Van Gogh daar in het psychiatrisch ziekenhuis van Saint-Paul-de-Mausole verbleef.